# Halfedelsteen

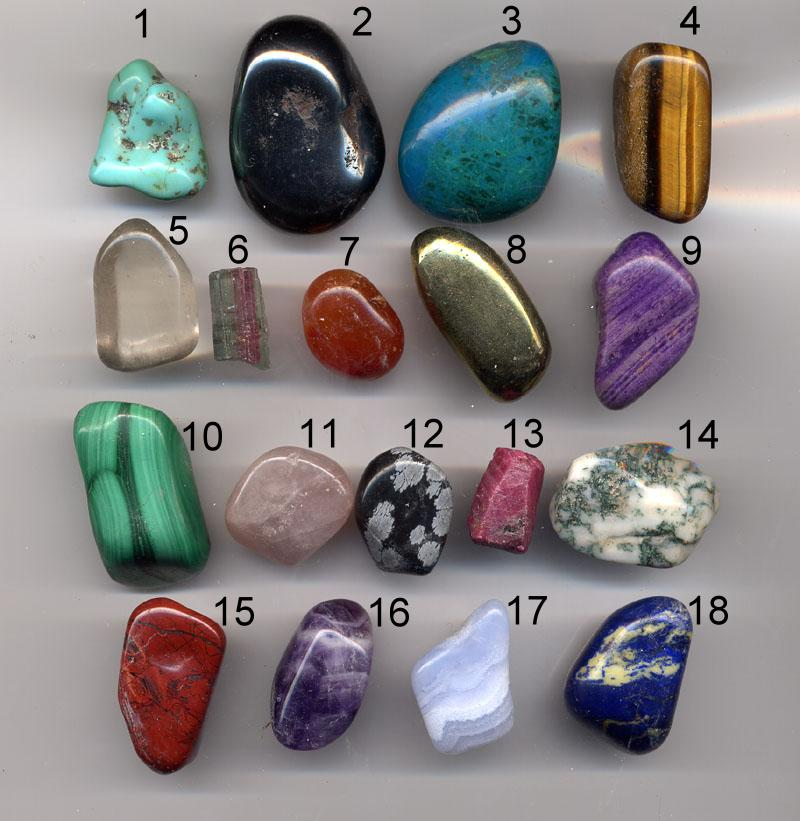
Enkele edelstenen en halfedelstenen:
1. Turkoois
2. Hematiet
3. Chrysocolla
4. Tijgeroog
5. Kwarts
6. Toermalijn
7. Carneool
8. Pyriet
9. Sugiliet
10. Malachiet
11. Rozenkwarts
12. Sneeuwvlokobsidiaan
13. Robijn
14. Mosagaat
15. Jaspis
16. Amethist
17. Blue Lace agaat
18. Lapis lazuli

Halfedelsteen is een onjuiste benaming voor een edelsteen die niet tot de edelsteensoorten diamant, robijn, saffier en smaragd behoort. De term wordt officieel niet meer gebruikt sinds 1967.
De voormalige 'halfedelstenen' zijn op vlak van schoonheid, duurzaamheid en zeldzaamheid (kwaliteiten van een edelsteen) niet per definitie van mindere waarde. De geldwaarde van diamanten, robijnen, saffieren en smaragden ('echte edelstenen') ligt ook lang niet altijd hoger dan die van de 'halfedelstenen'. In de handel wordt deze foutieve benaming echter nog vaak gebruikt.